# ワルサーWA2000
ワルサー WA2000（ドイツ語: Walther WA2000）は、西ドイツ時代のワルサー社が開発したセミオートマチック式の狙撃銃である。

## 概要
ブルパップ方式を採用しており、二脚が銃身の上のフレームに繋がって銃身をぶら下げる構造になっているため、独特のシルエットを持っている。銃身は狙撃銃に採用例が多いフリーフロート式（根本だけで支える片持ち式）ではなく、前後をレシーバーとフレームに固定されている。
一般的に自動式の狙撃銃は精度が劣るとされるが、WA2000はボルトアクション方式の狙撃銃並の命中精度をもち、H&K社のPSG1と同様に高性能な狙撃銃として知られている。
前期型と後期型があり、後者は様々な小改良を受けている。外観上の最も大きな差異はフラッシュハイダーで、前期型が円筒状であるのに対し、後期型はより細身の鳥かご形状となっている。

## 開発経緯
1972年9月5日に起きた、ミュンヘンオリンピックに参加していたイスラエル選手がテロリストに襲撃された「ミュンヘンオリンピック事件」にて、西ドイツ当局が犯人の狙撃に失敗。その結果、人質が全員死亡という事態を招いてしまった（詳細はミュンヘンオリンピック事件を参照）。このような事態の再発を防ぐために、当局は高精度なオートマチック式狙撃銃を求め、それに応える形でWA2000は開発された。
しかし、高精度な部品のみを使っているため、当時の価格で1丁約7,000ドルと、あまりにも高価になってしまった上、本体だけで7kgの重さがあることから、結局正式採用にはいたらなかった（採用されたのは似たコンセプトのH&K PSG1。ただし、PSG1も本銃と同じく価格が約7,000ドルとされ、重量も8,100gと本銃より重い）。そのためか、高性能にもかかわらず注目されることが少なく、1985年-1989年までしか製造されなかった。製造数は一説によれば176丁といわれているが、正確なところは不明である。また、これ以降ワルサー社は自社設計の軍・警察向けライフルを製造していない（M4とM16のライセンス生産は継続）。

## アイアンウッドデザイン SG2000
SG2000は、アイアンウッドデザイン社が製造したWA2000そっくりの外装キットである。この外装キットは、スターム・ルガー社のルガー10/22専用キットである。

## 登場作品

### 映画・テレビドラマ
『007 リビング・デイライツ』
冒頭、主人公のジェームズ・ボンドが狙撃する際に使用する。劇中ではナイトビジョンが装備されているほか、徹甲弾を使用している。
『ウルトラセブン 太陽エネルギー作戦』
地球防衛軍の装備として登場。一般兵士たちが、ピット星人の円盤とエレキングに対して使用する。
『リベリオン』
警官が犬を射殺するために使用する。

### アニメ・漫画
『GUNSLINGER GIRL』
エピソード9「彼岸花 -Lycoris radiata Herb-」にて、ヘンリエッタが訓練時と県警本部長を狙撃する際に使用する。
『The EDGE』
御子神 鋭士が使用する。
『タカマガハラ』
『フルメタル・パニック』
第12話にて、クルツ・ウェーバーがベヘモスに対して使用。走る車の荷台から、40m高い位置にある30ミリ機関砲の銃口をピンポイントで狙撃し、破壊するという活躍を見せる。
『ルパン三世 お宝返却大作戦!!』
次元大介が、ターゲットとなるカジノ付近の送電線ケーブルを切断するために使用する。

### 小説
『Fate/Zero』
小説・アニメ版にて、衛宮切嗣が使用する。
『環太平洋戦争』
架空の自衛隊特殊部隊「サイレント・コア」の装備として登場。新人隊員のツオン・ロン二曹が、カンボジアPKOに参加する施設科部隊の陣地を襲撃してくる、ポル・ポト派の武装勢力に対して使用する。
『緋弾のアリア』
パトラが砂漠迷彩の物を使用する。
『レインボーシックス』
ディーター・ウェバーが使用する。

### ゲーム
『Alliance of Valiant Arms』
「Walther Wa-2000」という名称で登場。カスタム次第でスナイパーライフルの中でもトップクラスの威力を持つことが可能。ただし、重いため機動力が低く、連射時にかなりぶれるため指切りが必要など、癖が強い。
『BLACK』
主人公、ジャック・ケラーが使用。ブルパップではなく、ノーマル。
『OPERATION7』
Lv18より購入可能。ボルトアクション式よりも命中精度が良い。
『Paperman』
ゲーム内通貨で購入可能。
『TDP4 TEAMBATTLE』
命中スキル6、力スキル4以上のアカウントのみショップで購入可能。最大威力550。
『WarRock』
Lv13以上のアカウントのみDinarshopで購入可能。精度は低め。
『カウンターストライクオンライン』
2010年8月19日のアップデートで登場。
『コール オブ デューティシリーズ』
『CoD:MW2』
マルチプレイにてLv36で使用可能。キャンペーンにも登場する。
『CoD:BO』
マルチプレイ、キャンペーンともに登場する。しかし、ゲームの設定年代が1960年代なので本来は存在しない。

『ゴールデンアイ 007（Wiiリメイク版）』
マルチ、キャンペーンに登場。一部ステージでは白に変色する。
『スペシャルフォース』
ゲーム内ポイントで購入可能。
『トイ・ウォーズ』
現在はShopPointで武器ミスティBOX(11)よりランダムでCAMO柄のバージョンを入手可能。強化次第ではかなり強力な性能を持つことができる。
『ドールズフロントライン』
星五戦術人形「WA2000」という名称で登場。
『ヒットマン』
主人公、47が使用。47がカスタムしたバージョンもあり。
『プロジェクト・ミネルヴァ』
主人公、アリシアが使用。2タイプある。1つは通常のWA2000で、もうひとつはWA2002と呼ばれている。WA2002の方は、対物ライフル並に威力が高い。
『メタルギアソリッド ピースウォーカー』
開発により使用可能。